# Carla Zampatti
Carla Maria Zampatti (Lovero, 19 maggio 1942 – Sydney, 3 aprile 2021) fu una stilista e imprenditrice italo-australiana, fondatrice e presidente del marchio di moda intitolato al suo cognome.

## Biografia
Nata nel 1942 a Lovero, comune lombardo in Valtellina, crebbe in Australia Occidentale dal 1950, anno in cui la famiglia vi si trasferì per ricongiungersi con suo padre che lì lavorava come minatore.
Dapprima la famiglia si stabilì a Fremantle poi, a seguire, nell'entroterra a Bullfinch, villaggio presso cui compì gli studi.

## Carriera
Inizialmente impiegata presso una casa di moda come tuttofare (segretaria, disegnatrice e modella), nel 1965 creò le sue prime produzioni a sua firma seguite due anni dopo da un lancio nazionale e, nel 1970, dalla fondazione di Carla Zampatti Limited.
Nel 1971 partecipò, in rappresentanza dell'Australia, a una gara internazionale indetta da Malaysia-Singapore Airlines per la fornitura delle uniformi delle assistenti di volo.
Carla Zampatti aprì la sua prima boutique nel 1972 a Surry Hills, sobborgo di Sydney; nel corso dei tre anni successivi furono aperte altre boutique, dapprima a Sydney, poi la società Carla Zampatti Pty Ltd crebbe fino a creare una catena di 30 negozi in tutta l'Australia; le sue produzioni si imposero rapidamente all'attenzione pubblica, fino a raggiungere la copertina delle riviste di moda specializzate.
Il suo marchio fu distribuito presso la catena David Jones dal 1990 e Myer dal 1992, e successivamente in via esclusiva dal solo David Jones nel 2009.
Tra le personalità che hanno indossato i suoi abiti ci sono Nicole Kidman, Miranda Kerr, la cantante australiana di origini italiane Tina Arena, la Principessa Mary di Danimarca, Dannii Minogue, Delta Goodrem e Ita Buttrose.
Nel 1973 Carla Zampatti divenne una dei primi designer australiani a introdurre i costumi da bagno nella sua collezione. Espandendosi in altri settori della moda, fu incaricata di creare i primi occhiali firmati della Polaroid. Nel 1983 lanciò il suo primo profumo, "Carla". Fu un successo, e ne creò un secondo nel 1987, "Bellezza". In collaborazione con Ford Australia Zampatti ridisegnò un'auto appositamente per il mercato femminile. Il suo primo modello, la Laser, prodotta nel 1985, fu seguito due anni dopo da una collezione comprendente la Meteor.
Carla Zampatti ha ricoperto numerosi incarichi, tra cui presidente della SBS Corporation, amministratore del gruppo Westfield e amministratore della Art Gallery of New South Wales.
Nel 2015 HarperCollins ha pubblicato la sua autobiografia, My Life, My Look.

### Morte
Il 26 marzo 2021, mentre partecipava alla serata di apertura de La traviata a Mrs Macquarie's Point sul porto di Sydney, è caduta da una scala rimanendo quindi priva di sensi. Portata al St Vincent's Hospital, è deceduta per le ferite riportate il 3 aprile, all'età di 78 anni. La famiglia di Zampatti ha accettato l'offerta di un funerale di stato dal governo del New South Wales.

## Vita privata
Carla Zampatti fu sposata due volte: il suo primo marito è stato Leo Schuman, che ha sposato nel 1964 e dal quale ha divorziato nel 1970. Il suo secondo marito è stato il politico John Spender, dal 1975 fino a quando si sono separati nel 2008 e divorziati nel 2010.
Ha avuto tre figli: Alex Schuman, Allegra Spender, amministratore delegato di Carla Zampatti Limited, e Bianca Spender, designer.

## Riconoscimenti
Nel 1987 Carla Zampatti è stata nominata Membro dell'Ordine dell'Australia (AM) durante le celebrazioni dell'Australia Day per il servizio all'industria della moda come designer e produttrice e nel 2009 ha ricevuto la classe di Compagna (AC) dello stesso ordine.  Nel 2001 è stata insignita della Medaglia del centenario per il servizio reso alla società australiana nella leadership aziendale.
Nel 2004 è stata nominata Commendatore dell'Ordine al merito della Repubblica italiana.
Nel gennaio 2005 è stata premiata dall'Australia Post e raffigurata su un francobollo commemorativo di una serie annuale comprendente gli stilisti australiani Prue Acton, Jenny Bannister, Collette Dinnigan, Akira Isogawa e Joe Saba. La stilista ha successivamente disegnato il nuovo abbigliamento aziendale dell'Australia Post, lanciato nell'ottobre 2007.
Carla Zampatti ha ricevuto una laurea in lettere honoris causa nel 1999 dalla University of Western Sydney e un dottorato onorario nel dicembre 2018 dall'Università di Wollongong.